# Ms-jacky
ジャッキー 池田（- いけだ、1970年 - ）は、日本のキーボーディスト、音楽プロデューサー、作曲家、編曲家。東京都出身。

## 概要
バンドサウンド、ストリングスやブラスなどの生楽器による編曲を得意とする他、打ち込みサウンドも多数手掛けている。演奏者としては、ハモンドオルガン、アナログシンセサイザーなどを得意としている。
過去には寺田恵子、谷口宗一、佐藤厚、L'Arc〜en〜Ciel、清春、ポルノグラフィティ、CLOSE、SLY、我那覇美奈、浅香唯 、佐田真由美、BREATH、m.o.v.eなどのサポートメンバーとして活動しており中でもポルノグラフィティのサポート時代は、ジャッキー池田の愛称で親しまれていた。和太鼓集団「梵天」にキーボードで参加している。
近年は日本伝統である「和楽器」と西洋の「オーケストラ」という和洋を取り入れた楽曲の制作と公演にも力を注ぎ、2010年「上海国際博覧会」、2015年「ワシントンD.C.・フィラデルフィア桜祭」等、国外へも創作活動を広げている。

## 来歴
- 1989年 - 東芝EMI（小竜サポート）として専属契約。
- 1991年 - 1995年 - ハーフトーンミュージック所属（ツアーサポート、レコーディング等活動）
- 1995年 - SWITCHとしてデビュー（シングル9枚、アルバム3枚発表。ジャングルTV 〜タモリの法則〜レギュラー出演等）
- 1997年 - SWITCH解散後、多数のアーティストやバンドのレコーディング、ライブ活動、作曲、編曲、音楽プロデュースで参加。
- 1998年 - エイベックス・アーティストアカデミークリエイターのキーボード講師、専門学校ミューズ音楽院講師を歴任（2005年まで）。
- 2003年 - 音楽製作会社設立。
- 2004年 - ゲーム（アキバ系）音楽制作に参加。『アキバ系』サウンドを独自の視点からプロデュース。打ち込み中心だったゲーム音楽にバンドサウンドをいち早く取り入れる。
- 2006年 - MSJミュージック・アカデミー 設立・学校長就任。

## 関わった作品・イベント
【舞台】
- 2011年10月「ソラオの世界2011」（前進座劇場）
- 2012年3月 「破壊ランナー」（あうるすぽっと）
- 2014年8月 SHATNER of WONDER #1「ロボ・ロボ」（サンシャイン劇場）
- 2015年
  - 5月 ムッシュ・モウソワール「ブラックベルト」（大和田伝承ホール）
  - 8月 SHATNER of WONDER #2「小林少年とピストル」（CBGKシブゲキ!!）
- 2016年
  - 1月 SHATNER of WONDER #3「ロボ・ロボ」（天王洲 銀河劇場）
  - 5月 ムッシュ・モウソワール「レッドジャケット」（草月ホール）
  - 6月 ジョー&マリプロジェクト「熱闘!! 飛龍小学校☆パワード」（シアターサンモール）
  - 7月 SHATNER of WONDER #4「ソラオの世界」（Zeppブルーシアター六本木）
- 2017年
  - 4月 SHATNER of WONDER #5「破壊ランナー」（Zeppブルーシアター六本木）
  - 5月 「ALL OUT!! THE STAGE」（Zeppブルーシアター六本木）
  - 7月 SHATNER of WONDER #6「遠い夏のゴッホ」（天王洲 銀河劇場）
- 2018年
  - 2月 舞台「おおきく振りかぶって」（サンシャイン劇場）
  - 9月 舞台「おおきく振りかぶって夏の大会編」（サンシャイン劇場・梅田芸術劇場）
- 2019年
  - 7月 舞台「スマホ連動"ヒロイン体験"朗読劇 スイートルームで悪戯なキス from 100シーンの恋＋」（新大久保R’sアートコート）
  - 10月 舞台「ゲームしませんか?～荒野行動～」（こくみん共済 coop ホール（全労済ホール）／スペース・ゼロ）
- 2020年
  - 2月 舞台「おおきく振りかぶって 秋の大会編」（サンシャイン劇場）
  - 7月 舞台「特別捜査 密着24時 from 100シーンの恋＋」（新大久保R’sアートコート）

【映画】
- 2008年「宿命」
- 2010年 「ルー=ガルー 忌避すべき狼」

【コンサート(ライブ演奏)】
- 2016年
  - 1月 「ORGANICE!!」
  - 9月 XFLAG PARK「MONSTER STRIKE SYMPHONY」
  - 12月「ORGANICE!!2」
- 2017年
  - 4月 「WORLD GUITAR GIRLS COLLECTION Vol.0」
  - 4月 XFLAG「MONSTER STRIKE SYMPHONY」
  - 7月 XFLAG PARK2017「MONSTER STRIKE SYMPHONY ～PARK SELECTION」
- 2020年7月 ジャッキー・テフンの音楽さんぽ!